# Maori-oorlogen
De Maori-oorlogen, ook wel Nieuw-Zeelandse oorlogen genoemd, waren een serie gewapende conflicten in de 19e eeuw tussen de Maori (de inheemse bevolking van Nieuw-Zeeland) en de Europese kolonisten, in het Maori Pākehā genoemd. De Europese kolonisten werden door honderden, later duizenden, ervaren Britse soldaten ondersteund.

## Achtergrond
Het Verdrag van Waitangi dat in 1840 werd ondertekend garandeerde de Maoristammen het ongestoorde bezit van grond, bossen en visserij. Dat waren de zogeheten taonga. Land van de Maori mocht in het vervolg alleen aan de overheid worden verkocht. Deze bepaling leidde tot ontevredenheid onder de kolonisten waarvan de nederzettingen vaak waren gevestigd op land dat aan de Maori toebehoorde.
Onder druk van de kolonisten begon de koloniale overheid geleidelijk aan de bepalingen van het verdrag te ondermijnen en zij liet toe dat de kolonisten zich vestigden op grond waarvan het eigendom niet duidelijk was vastgesteld. De Maori verzetten zich daar met geweld tegen.

## Conflicten
De opeenvolgende conflicten, uiteenlopend van gewapende overvallen en schermutselingen tot heuse oorlogen, worden als volgt benoemd:

### Het oproer aan de Wairau
In 1843 werd aan de rivier de Wairau op 10 kilometer ten noorden van het huidige Blenheim gevochten tussen kolonisten en Maori. De aanleiding was een kolonist die zich op land van de stammen wilde vestigen. In de gevechten tussen Maori en een militie van kolonisten kwamen 22 Europeanen en 4 Maori om het leven.

### De oorlog om de vlaggenmast

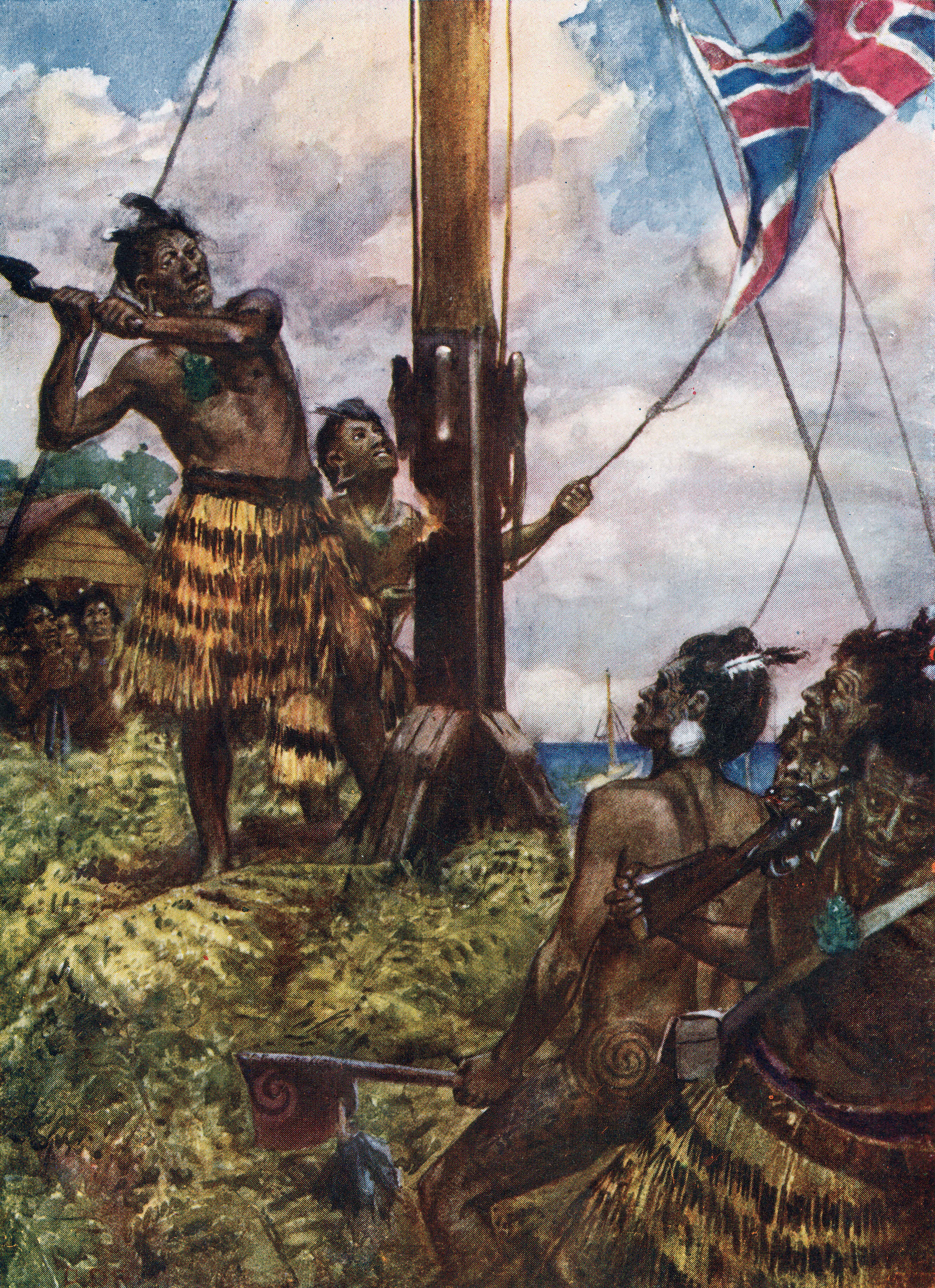
Hone Heke hakt de vlaggenstok om

De "flagstaff war" brak in maart 1845 uit en duurde tot januari 1846. Op het noordelijke deel van het noordelijke eiland werd tot viermaal toe een vlaggenmast met de Britse vlag omgezaagd door stamhoofd Hōne Heke. De gevechten die daarop uitbraken hebben 82 Britten en tussen de 60 en 94 Maori het leven gekost. De uitkomst was onbepaald.

### De Hutt Valley-veldtocht
In de herfst en winter van 1846 trokken de Europeanen ten strijde in wat de Hutt Valley-veldtocht genoemd zou worden. Daarop volgde de Wanganui-veldtocht van april tot juli 1847. Beide militaire ondernemingen werden op het noordelijk eiland gehouden. De Maori vochten dan wel tegen de Britten en kolonisten, maar zij deden geen poging om de Europeanen te verdrijven. Dat leidde tot de situatie waarin tussen 1848 en 1860 kolonisten in stadjes en dorpen woonden terwijl de Maori het platteland bewoonden. De beide bevolkingsgroepen handelden onderling.

### De Eerste Taranaki-Oorlog
Rond 1859 was de Europese bevolking door immigratie net zo groot geworden als de Maori-bevolking. Beide groepen telden ongeveer 60.000 koppen. Omdat de Maori in aantal afnamen rekenden de kolonisten op hun uitsterven. De nieuwe immigranten probeerden met geweld de verkoop van land af te dwingen. De Britse rechtbanken erkenden deze verkopen niet maar het kwam desondanks tot een oorlogje waarin beide zijden ongeveer 200 doden en gewonden te betreuren hadden. De economische schade aan Europees bezit was omvangrijk.

### De Waikato-Oorlog
De Europese kolonisten konden niet accepteren dat de Maori het grootste deel van het Noordelijk Eiland bezaten. In 1863 viel het Verenigd Koninkrijk dat eiland met 18.000 soldaten aan. De 4000 tot 5000 man sterke legers der Maori waren niet voldoende georganiseerd om zich adequaat te verzetten omdat de krijgers ook hun land moesten bebouwen.
De Britten wonnen, maar in 1995 tekende Elizabeth II van Nieuw-Zeeland de "Waikato Raupatu Claims Settlements Act 1995" waarin de kroon zoveel mogelijk van het ontnomen land weer restitueerde aan de Maori.

### De Tweede Taranaki-Oorlog
Dit ingrijpende conflict werd tussen 1863 en 1866 uitgevochten. Onder een parakleet, de Maori-profeet Te Ua Haumene, kwamen de Maori in opstand tegen de grootscheepse onteigening van hun grond. 5000 Europeanen en 1500 Maori, waaronder vrouwen en kinderen kwamen om. Sinds 2001 heeft de regering van Nieuw-Zeeland aan vier van de acht Taranakistammen meer dan 101 miljoen dollar schadevergoeding betaald voor wat in deze oorlog werd aangericht.

### De Oorlog om de Oostkaap
Na de moord op de missionaris Carl Volkner kwam het tot een onoverzichtelijke burgeroorlog tussen Maoristammen onderling en Maori en Europeanen. In 2013 bood de Nieuw-Zeelandse kroon excuses aan voor de excessen van de Britse troepen. De staat betaalde 23 miljoen dollar schadevergoeding.

### De Te Kooti- en Titokowaru-Oorlogen
Deze op het Noordereiland uitgevochten oorlogen duurden van juli 1868 tot de winter van 1872. De gevechten waren hevig en er zijn veel slachtoffers gevallen tijdens de 28 veldslagen en 19 schermutselingen tussen enerzijds de kolonisten en hun Maori-bondgenoten en anderzijds Maori die zich tegen de Europese expansie waren blijven verzetten.